# Lunca de Jos
Lunca de Jos é uma comuna romena localizada no distrito de Harghita, na região histórica da Transilvânia. A comuna possui uma área de 126.01 km² e sua população era de 5309 habitantes segundo o censo de 2007.